# Нига (приток Лужи)
Нига — река в Калужской области России, протекает по территории Медынского района. Исток — у деревни Варваровка. Впадает в реку Лужу в 85 км от её устья по правому берегу, в районе деревни Брюхово. Также на реке расположены село Адуево, деревни Синявино и Девино. Длина реки составляет 23 км, площадь водосборного бассейна — 133 км².
Старые названия реки — Анега, Онега.
В лесах около реки Ниги обитают краснокнижные животные. В 1993 году здесь установили особый охранный режим, запрещающий строительство ЛЭП, дорог, трубопроводов и другую хозяйственную деятельность на территории памятника природы.

## Данные водного реестра
По данным государственного водного реестра России относится к Окскому бассейновому округу, водохозяйственный участок реки — Протва от истока и до устья, речной подбассейн реки — Бассейны притоков Оки до впадения Мокши. Речной бассейн реки — Ока.
Код объекта в государственном водном реестре — 09010100612110000022172.

### Притоки (км от устья)
- 6,8 км: река Мисида (лв)